# Tápióság
Tápióság es un pueblo húngaro perteneciente al distrito de Nagykáta, condado de Pest.

## Superficie
Cuenta con una superficie de 33,54 km².

## Demografía
Hasta 2024 la población era de 2735	habitantes, con una densidad de población de 81,54 hab/km².
| Gráfica de evolución demográfica de Tápióság entre 2020 y 2024 |
|                                                                |
| Datos según la Oficina Central de Estadística de Hungría.      |